# 巻向駅
巻向駅（まきむくえき）は、奈良県桜井市大字辻にある、西日本旅客鉄道（JR西日本）桜井線（万葉まほろば線）の駅である。

## 歴史
- 1955年（昭和30年）8月1日：日本国有鉄道桜井線の柳本駅 - 三輪駅間に新設開業[2]。旅客のみ取扱いの駅員無配置駅[3]。線内で唯一、昭和になってからの開業である。
- 1970年（昭和45年）11月1日：桜井線営業合理化により駅員無配置化[4]。ただし、朝夕のみ職員を派遣する[5]。
- 1980年（昭和55年）3月1日：桜井線営業近代化により駅員再配置。
- 1984年（昭和59年）10月20日：桜井線CTC化に伴い駅員無配置化[6]。
- 1987年（昭和62年）4月1日：国鉄分割民営化により、西日本旅客鉄道（JR西日本）の駅となる[2]。
- 2005年（平成17年）3月1日：ICカード「ICOCA」の利用が可能となる[7]。ICカード専用簡易改札機で対応[8]。
- 2010年（平成22年）3月13日：路線愛称の制定により、「万葉まほろば線」の愛称を使用開始。

## 駅構造
桜井方面に向かって左側に配置された単式ホーム1面1線のみの地上駅（停留所）で、王寺鉄道部管理の無人駅である。
ICOCA利用可能駅（相互利用可能ICカードはICOCAの項を参照）。自動券売機が設置されているほか、ICOCA等のICカード読取機（入場用・出場用）が設置されているが、普通乗車券用の自動改札機は設置されていない。
便所は、男女別の水洗式。かつては男女共用の汲み取り式であったが、男女別化・水洗化された。

## 利用状況
山の辺の道をウォーキングに訪れる中高年の人が多く利用している。芝村藩の領地があったため、周辺地域には屋号に織田の名が多い。
JR西日本の移動等円滑化取組報告書によれば、2023年度の1日平均乗降人員は706人。「奈良県統計年鑑」によると、1日の平均乗車人員は以下の通りである。
| 年度   | 1日平均 乗車人員 |
| ------ | ---------------- |
| 2005年 | 434              |
| 2006年 | 439              |
| 2007年 | 420              |
| 2008年 | 414              |
| 2009年 | 433              |
| 2010年 | 412              |
| 2011年 | 391              |
| 2012年 | 381              |
| 2013年 | 374              |
| 2014年 | 354              |
| 2015年 | 368              |
| 2016年 | 371              |
| 2017年 | 374              |
| 2018年 | 360              |
| 2019年 | 353              |
| 2020年 | 262              |

## 駅周辺

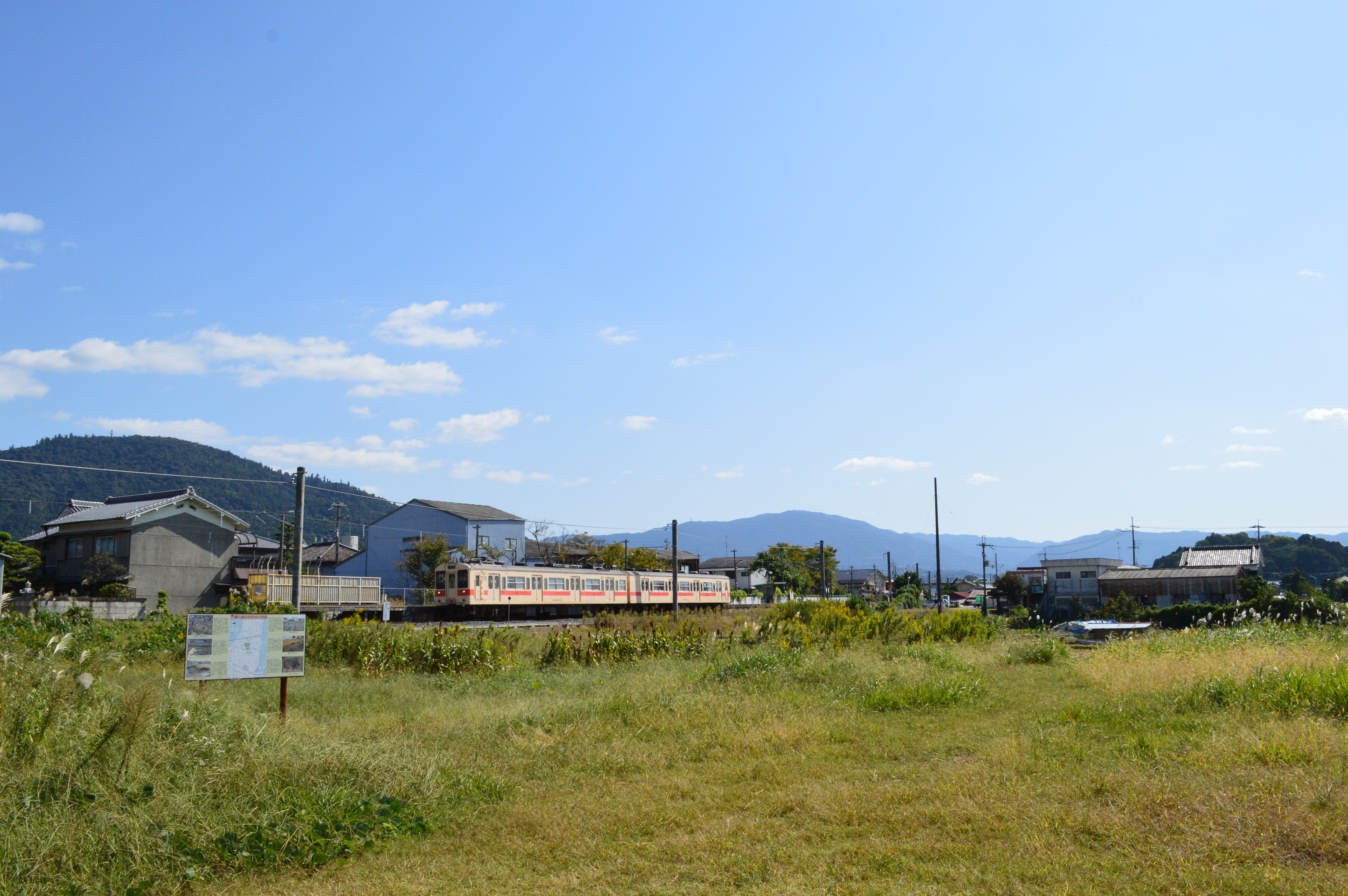
纒向遺跡（手前）と巻向駅

- 纏向遺跡 - 箸墓古墳等を含む。
- 山辺の道
- 穴師坐兵主神社
- 他田坐天照御魂神社
- 渋谷向山古墳
- 日本郵便 纏向郵便局

## 隣の駅
西日本旅客鉄道（JR西日本）
 万葉まほろば線（桜井線）
■快速（高田駅経由大和路線直通）・■普通
柳本駅 - 巻向駅 - 三輪駅